# Наст, Уильям
Уильям Наст (англ. William Nast; 15 июня 1807, Штутгарт — 16 мая 1899, Цинциннати) — американский религиозный деятель немецкого происхождения. Дед Конде Наста.
Окончил теологический факультет Тюбингенского университета, однако работал в области журналистики. В 1828 году эмигрировал в США. Преподавал в Военной академии, затем в Кеньон-колледже в городе Гамбир, штат Огайо. В 1835 году примкнул к Методистской епископальной церкви, крупнейшей методистской деноминации в США, и двумя годами позже был направлен в Цинциннати для основания в этом городе немецкой методистской церкви. Эта инициатива оказалась исключительно успешной, так что в течение последующих 20 лет методистские церкви для американцев немецкого происхождения появились во многих штатах.
С 1840 г. Наст редактировал журнал The Christian Apologist. Он перевёл с английского языка на немецкий ряд методистских религиозных сочинений, написал несколько собственных книг, в том числе «Христологические размышления» (англ. Christological Meditations; 1858, немецкое издание 1866) и «Христианство и его противоположности» (нем. Das Christenthum und seine Gegensätze; 1883), а также комментарий к Новому Завету (1860, на немецком языке).
С 1866 г. на протяжении многих лет занимал пост президента Немецкого колледжа Уоллеса — методистского учебного заведения в городе Берия, штат Огайо, преобразованного в дальнейшем в Университет Болдуина-Уоллеса.